# Burcu Çelik Özkan
Burcu Çelik Özkan (* 1. Januar 1986 im Dorf Durugöze im Landkreis Korkut/Provinz Muş) ist eine kurdische Politikerin der Partei HDP. Sie war Abgeordnete des türkischen Parlaments für die Stadt Muş in der 26. Legislaturperiode. Sie wurde 2017 wegen „Terrorismuspropaganda“ verhaftet.

## Persönliches
Die Familie wurde aus dem Heimatdorf vertrieben, als Burcu Çelik sieben Jahre alt war. Die Familie ließ sich in Yalova nieder. Nach dem Erdbeben von Gölcük 1999 zog die Familie nach Bursa. Dort beendete Burcu die Mittelschule und besuchte anschließend das Gymnasium. Burcu Çelik absolvierte ein Jurastudium an der Marmara-Universität und ist die Tochter von Kadri Çelik, einem Mitglied der PKK, der 2012 bei einer Minenexplosion starb. Özkan hat eine Tochter, die nach einem Gerichtsentscheid bei ihr im Gefängnis leben darf. Sie war als Anwältin in zahlreichen Prozessen des sogenannten KCK-Verfahrens tätig.

## Strafverfolgung und Prozesse
Özkan wurde im April 2016 aufgrund ihrer Teilnahme an Trauerfeierlichkeiten von PKK-Mitgliedern verurteilt. Im Oktober 2016 wurde sie wegen „Unterstützung einer Terrororganisation“ zu sechs Jahren Haft verurteilt. Das Urteil wurde im April 2018 durch das Berufungsgericht aufgehoben und aufgrund drei anderer Terrorvergehen in eine Haftstrafe von 7 Jahren und 3 Monaten umgewandelt. 2019 hob der Kassationshof das Urteil auf und Özkan wurde freigelassen.